# 簡尼夫·班納
簡尼夫·查理斯·「肯」·班納爵士（英語：Sir Kenneth Charles "Ken" Branagh，/ˈbrænə/ BRAN-ə，1960年12月10日—），英國男演員和電影製片人。班納曾於倫敦的皇家戲劇藝術學院接受培訓，並自2015年起擔任該學院的院長。他曾獲得奧斯卡金像獎、四項英國電影和電視藝術學院獎、兩項艾美獎、一項金球獎及羅蘭士·奧利佛獎。他於2012年壽辰榮譽中獲封為下級勳位爵士 。2018年1月，他於其家鄉城市貝爾法斯特成為了自由人。2020年，他在《愛爾蘭時報》的最偉大的愛爾蘭電影演員名單中名列第20位。
班納本人是威廉·莎士比亞戲劇作品的忠實粉絲，他也曾經執導並主演過幾部改編自威廉·莎士比亞戲劇的電影，包括1989年的《亨利五世》、1993年的《抱得有情郎》、1995年的《奧賽羅》、1996年的《王子復仇記》、2000年的《迷失的愛》，以及2006年的《皆大歡喜》。他憑著《亨利五世》獲得奧斯卡最佳男主角獎及奧斯卡最佳導演獎的提名，並憑藉《王子復仇記》獲得奧斯卡最佳改編劇本獎的提名。他還執導了1992年的電影《天鵝輓歌》，那是改編自沃夫岡·阿瑪迪斯·莫札特和伊曼紐爾·席卡內德所創的德語歌劇《魔笛》，該片獲得了奧斯卡最佳實景短片獎的提名。他執導並主演的作品包括著1991年的《再續前世情》、1994年的《瑪麗雪萊之科學怪人》、2014年的《驚天諜變：魅影特攻》、2017年的《東方快車謀殺案》，2022年的《尼羅河謀殺案》及2023年《威尼斯魅影謀殺案》。
執導方面，班納執導了2011年漫威電影宇宙（MCU）的超級英雄電影《雷神奇俠》，以及2015年華特迪士尼公司改編的《仙履奇緣》。演戲方面，他演出了1998年電影《名人百態》、1999年的《飆風戰警》、2000年的《黃金國冒險之旅》、2002年的《哈利波特：消失的密室》、2008年的《華爾基利暗殺行動》、2009年的《出位樂人谷》、2011年的《情迷夢露7天》、2017年的《鄧寇克大行動》以及2020年的《TENET天能》。班納憑著2021年半自傳喜劇《貝爾法斯特》而獲得奧斯卡最佳電影及奧斯卡最佳導演的提名，他贏得奧斯卡最佳原創劇本獎的奧斯卡小金人，該片還為他帶來金球獎最佳劇本的獎項。
電視演出方面，班納曾演出1987年英國廣播公司第一台的《戰爭財富》、2002年英國第四台的《沙爾頓》，以及2008-2016年英國廣播公司第一台的連續劇《維蘭德》。他憑著2011年的HBO電影《納粹大屠殺》中飾演的黨衛隊領袖萊因哈德·海德里希而獲得黃金時段艾美獎有限或選集系列或電影中的傑出男主角和國際艾美獎最佳男主角，他還憑著HBO的2005年電影《溫泉》中的富蘭克林·德拉諾·羅斯福一角而獲得黃金時段艾美獎及金球獎的提名。

## 早年生活
簡尼夫·查理斯·班納在1960年12月10日出生於北愛爾蘭貝爾法斯特的一個工人階級新教徒家庭，其父親威廉·伯納（William Branagh）是一名水管工及木匠，經營著一家專門從事安裝隔板和吊頂的公司，而其母親是弗朗西斯·哈珀（Frances Harper）。班納家中有三名孩子，而他是中間的那個（有一個哥哥和妹妹）。他們一家居於老虎灣並在格羅夫小學（Grove Primary School）接受教育。
1970年初，9歲的班納隨家人搬到英國伯克郡雷丁以逃離麻煩。他在泰爾赫斯特的白騎士小學（Whiteknights Primary School）和當地綜合學校—米德韋學校（Meadway School）接受教育，在那裡他出現在諸如《蟾堂之蟾》和《噢，多美好的戰爭》等校園作品中。班納在校內學會了公認英語發音以避免遭欺凌。關於他今天的身份，班納說：「我覺得我自己是個愛爾蘭人。我不認為你能把貝爾法斯特從男孩身上奪走...」他把自己「對文字的熱愛」歸因於其愛爾蘭血統。班納以會員的身份參加了業餘閱讀電影和視頻協會（現稱為閱讀電影和視頻製作人），並且成為了進步劇院的熱心成員，他現在是該劇院的贊助人。班納於其英語、歷史和社會學的高級程度會考（A-level）成績讓人失望後，他於倫敦的皇家戲劇藝術學院（RADA）接受培訓並繼續學習。1980年，RADA的校長曉治·克魯特韋爾要求班納為伊利沙伯二世到訪該校期間演出《哈姆雷特》中的獨白。

## 演藝生涯

### 舞台劇
1982-1984年，班納憑著他於BBC的《今日戲劇》三部曲—即著名的《比利戲劇》中的主角—比利的角色取得了早期的成功，該角色由格雷厄姆·里德撰寫，故事設定發生於貝爾法斯特。
班納在離開皇家戲劇藝術學院（RADA）後，他於英國的舞台演出獲得讚譽，他憑著朱利安·米切爾的《同窗之戀》中飾演賈德一角而首次獲得西區戲劇協會獎的最佳新人。班納成為了從學院中脫穎而出的「新浪潮」演員中的一員，其他的包括了尊尼芬·帕斯、茱麗葉·史蒂文森、阿倫·烈卡文、安東·萊瑟、布魯斯·培恩和費安娜·蕭。1984年，他出現在皇家莎士比亞劇團的舞台劇作品《亨利五世》，該劇由阿德里安·諾布爾執導。這部作品的觀眾座無虛席，尤其是在倫敦市的巴比肯藝術中心，班納後來於1989年把該戲劇改編為電影版本。1987年，班納跟大衛·帕菲特創立了文藝復興劇團，在此之前他在倫敦的「邊緣地區」成功製作了幾部作品，當中包括了他在抒情劇院工作室跟薩曼莎·邦德聯合主演全面製作的《羅密歐與茱麗葉》。文藝復興劇團的第一部主要作品是班納於1987年聖誕節在咸默史密夫河畔工作室上演的《第十二夜》，它由理察·布里爾斯和法朗西絲·巴伯分別飾演馬伏里奧及維奧拉，並由演員、音樂家和作曲人柏德烈·道爾創作配樂，道爾於兩年後替班納改編的電影《亨利五世》編寫配樂。這個版本的《第十二夜》後來被改編成電視作品。
當文藝復興劇團跟伯明翰話劇團合作，以「文藝復興時期的莎士比亞在路上」的總標題下為名，於1988年演出三部莎士比亞戲劇的巡迴演出季，班納成為了媒體與英國舞台上的主要人物，該劇目還在倫敦鳳凰劇院演出了一個劇目季度。它以茱迪·丹芝的導演處女作—由班納與薩曼莎·邦德於《無事生非》分別飾演班尼迪與貝特麗絲為特色，《皆大歡喜》的潔拉丁·麥伊恩、戴力·積合比執導由班納擔任主角的《哈姆雷特》，該劇的女主角歐菲莉亞由蘇菲·湯普森飾演。《倫敦旗幟晚報》的評論家米爾頓·舒爾曼寫道：「正面的是，班納擁有奧利佛的活力，吉爾古德的熱情，肯尼斯的自信，僅列舉三位曾飾演此角色的著名演員。負面的是，他沒有奧利佛的魅力，也沒有吉爾古德那悅耳動聽的音質，又沒有肯尼斯的智慧。」1989年（一年後），班納跟愛瑪·湯遜共同主演了文藝復興公司複興版本的《憤怒中回首》。茱迪·丹芝執導了戲劇和電視作品，首先在貝爾法斯特演出，然後到科利瑟姆劇院和利里克劇院演出。
班納於1990年出版了自傳《開始》，該著作講述了他的一生與演藝生涯。他在這本書的序言中承認製作該書的主要原因是「金錢」，並且「交易達成，並支付了一筆可觀的預付款項。預付款項是為了公司辦公室提供購買住宿的資金，這讓文藝復興劇團從我的公寓裡搬出來，讓我跟頭腦清楚更近一點。」
2002年，班納於錫菲的克魯西布劇院演出戲劇《理查三世》。他在2003年主演了皇家國家劇院製作大衛·馬梅特的《愛德蒙》。班納於2001年在英國執導了《我寫的劇本》，並於2003年執導了百老匯演出的作品。
班納從2008年9月至11月，班納在溫德姆劇院為西區道馬劇院復興安東·契訶夫的《伊凡諾夫》中擔任主角，那是湯姆·史塔佩的新版本。他的演出被幾位評論家稱讚為「年度最佳表現」。它為班納贏得《評論家圈劇院獎》的最佳男主角，但讓一眾評論家驚訝的是，他並沒有獲得羅蘭士·奧利佛獎的提名。
2013年7月，班納於曼徹斯特國際電影節跟羅拔·阿什福德共同執導電影《馬克白》。班納在當中擔任主角，阿莉克絲·金斯頓飾演馬克白夫人，而雷·費倫飾演麥克德夫。同年7月20日，該戲劇完全售罄的最後一場演出在電影院播出，作為英國國家劇院現場直播的一部分。2014年6月，製作移師到紐約市的第七軍團槍械庫演出，班納跟阿什福德和金斯頓重覆其演出和導演的職務。該作品標誌著其百老匯劇院舞台上的首次亮相。
2015年4月，班納宣布成立簡尼夫·班納劇院公司，他在該公司將擔任演員兼經理人。班納與其公司宣布他將於2015年10月至2016年11月在倫敦加里克劇院呈現一季的五場的演出。那些節目有《冬天的故事》、《醜角舞曲》與《一切靠她自己（All On Her Own）》、《紅絲絨》、《止痛藥（The Painkiller）》、《羅密歐與茱麗葉》和《演藝人員》的同場演出，除他主演的《演藝人員》以外，班納執導了他演出的所有電影，他還演出了《冬天的故事》、《醜角舞曲》和《止痛藥》。簡尼夫·班納劇院公司還包括了《冬天的故事》的茱迪·丹芝、《醜角舞曲》與《一切靠她自己》的素兒·溫納梅克、《羅密歐與茱麗葉》的戴力·積合比、莉莉·詹絲、理察·麥登和《止痛藥》的羅伯·布萊頓。2015年9月，據宣布與Picturehouse Cinemas合作，讓《冬天的故事》、《羅密歐與茱麗葉》和《演藝人員》將會在電影院播放。

### 電影

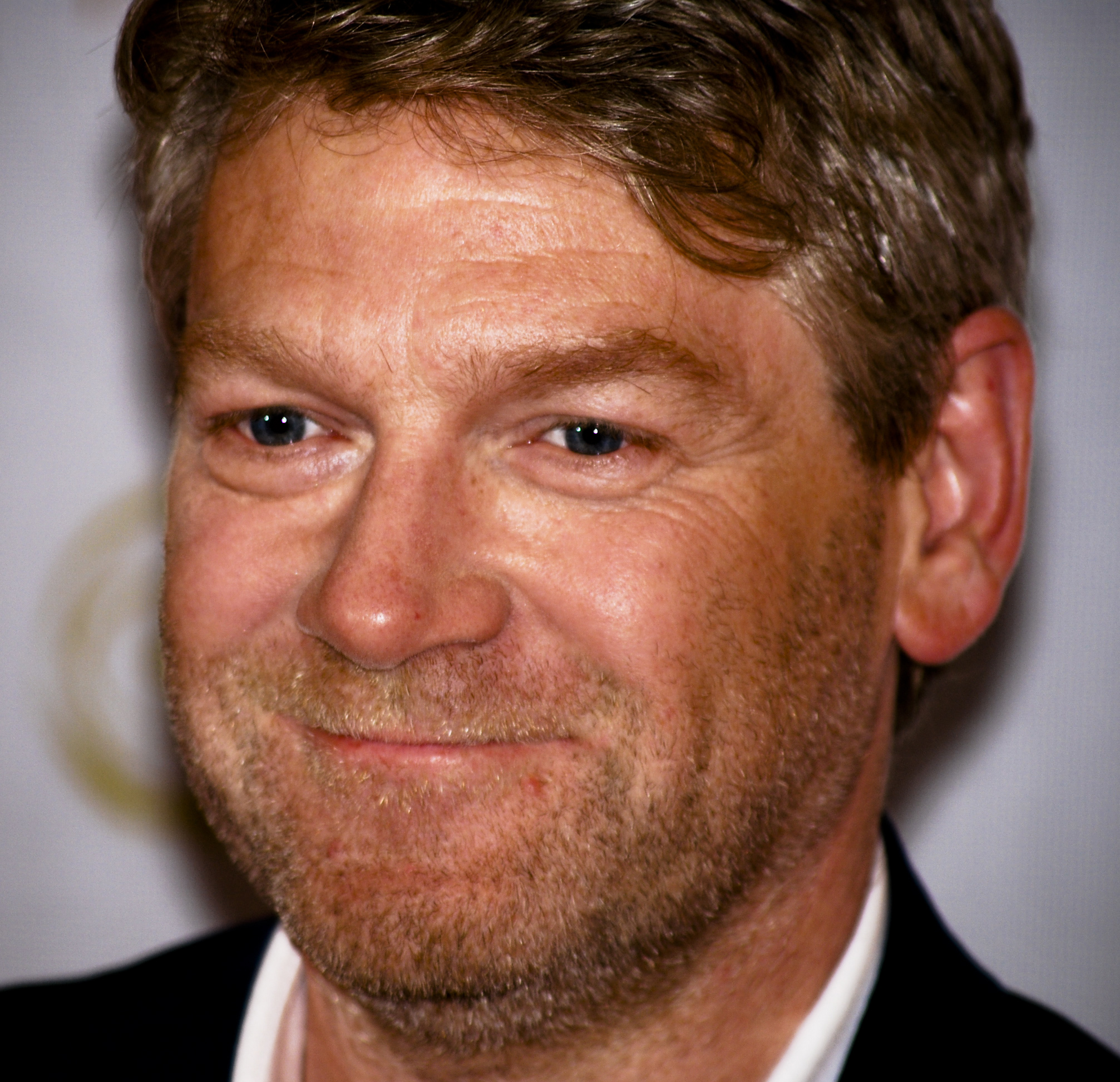
2009年7月，班納出席羅馬小說節（Roma Fiction Fest）活動。

電影方面，班納以改編自莎士比亞的電影而聞名，他的電影從1989年的《亨利五世》開始，隨後是1993年的《抱得有情郎》、1995年的《奧賽羅》、1996年的《哈姆雷特》、2000年的《迷失的愛》，以及2006年的《皆大歡喜》。《皆大歡喜》在歐洲的劇院首映，但美國只在電視上首映，它於2007年8月在HBO上播映。
班納曾參演的著名非莎士比亞電影包括1991年的《再續前世情》和1994年的《瑪麗雪萊之科學怪人》，他還執導了兩部電影，分別是1999年的《飆風戰警》，還有他為2000年的夢工場動畫電影《黃金國冒險之旅》配音演出密格一角，以及2002年的《末路小狂花》和2008年於《華爾基利暗殺行動》裡演出亨宁·冯·特雷斯科少將。他於2002年上映的《哈利波特：消失的密室》中飾演吉德羅·洛哈一角。後來他還在2009年電影《出位樂人谷》裡扮演多曼迪部長（戲仿著英國郵政總署署長托尼·本恩）。
儘管在1989年至1996年間，班納在導演湯馬斯·卡特的1993年電影《搖擺狂潮 (1993年電影)》中扮演一個黨衛軍衝鋒隊大隊長克洛普這個著名但未被認可的角色，然而在1989-1996 年間，班納主要為其電影執導，包括了《那一年我們有約》，當中的演員陣容由他從前的學生朋友艾瑪·湯普遜、曉·萊利、東尼·斯特利和史提芬·弗萊擔任，以及伊美黛·史道頓和麗塔·魯德納。然而，《迷失的愛》在商業上和評論界的失敗使班納暫停了其導演生涯。2006年（即班納的電影版《皆大歡喜》上映的同年），他還執導了莫扎特歌劇《魔笛》的電影版本。班納還執導了2007年的驚悚片《非常衝突》，該片是翻拍自1972年的同名電影。在2008年《華爾基利暗殺行動》的電影宣傳活動上，班納確認他將執導一部以漫威漫畫的超級英雄為基礎的電影《雷神》。2011年5月6日，班納回歸大製作執導的《雷神》於當日上映。2011年，班納於《情迷夢露7天》裡飾演勞倫斯·奧利佛，這讓他於第84屆奧斯卡金像獎中獲得奧斯卡最佳男配角獎的提名。班納還執導了華特迪士尼公司的真人版電影《仙履奇緣》。班納於基斯杜化·路蘭的2017年動作驚悚片《鄧寇克大行動》中飾演皇家海軍指揮官，該片取材於1940年二戰期間英國軍隊撤離法國城市鄧寇克的事件。
2000年代，班納執導了改編自阿嘉莎·姬絲蒂偵探小說的電影《東方快車謀殺案》，他於當中飾演著赫爾克里·波羅一角。電影在2016年11月於倫敦開始製作。就如班納的1996年作品《哈姆雷特》般，它是自1970年以來為數不多的利用70毫米菲林攝影機的電影之一。班納於2018年執導電影《莎士比亞的最後時光》，並在片中飾演威廉·莎士比亞。班納還執導了奇幻冒險電影《阿特米斯奇幻歷險》，該片於2020年6月在Disney+上架。
2019年5月，班納演出了基斯杜化·路蘭的電影《TENET天能》，他在當中飾演反派人物安德烈·薩托爾，並因其演出的表現而獲得讚賞。班納的2021年半自傳式電影《貝爾法斯特》為他贏得奧斯卡金像獎的最佳電影、最佳導演和最佳原創劇本獎（後者獲獎）。他在2022年的《尼羅河謀殺案》中再次飾演赫爾克里·波羅的角色，那是他所執導的《東方快車謀殺案》的續集。
2021年3月，班納簽約執導樂團蜜蜂合唱團的傳記電影，然而據透露在2022年3月班納由於檔期衝突而離開該項目，該電影由約翰·卡尼接替。2022年10月，據宣布班納將執導並演出第三部波洛電影《威尼斯魅影謀殺案》，電影改編自姬絲蒂的《萬聖節派對》。班納經常重用一些演員，包括布賴恩·布雷斯德、茱迪·丹奇、羅賓·威廉斯、戴力·積合比、諾索·安諾茲、尼古拉斯·法雷爾、史戴倫·史卡斯格、海倫娜·寶咸·卡達、約翰·吉爾古德、祖斯·蓋德、伊恩·荷姆及艾瑪·湯普遜。他還經常與作曲家柏德烈·道爾合作。

### 電視
班納曾經參與製作多部電視電影。
- 1998年，他講述了24集的紀錄片《冷戰》[46]。及後，他還為BBC紀錄片《與龍同行》（1999年）、《與獸同行》（2001年）、《彩色的第一次世界大戰（英语：World War 1 in Colour）》（2003年），和《與巨獸同行》（2005年）提供聲音，還有BBC的迷你劇《偉大的作曲家（Great Composers）》。
- 2001年，他憑著電視電影《納粹大屠殺（英语：Conspiracy (2001 film)）》中飾演黨衛隊領導人萊因哈德·海德里希一角而得到艾美獎，該片描繪了納粹官員於萬湖會議內決定最終解決方案。
- 2001年，他主演了由兩部分組成的電視電影《意志的考驗（英语：Shackleton (TV serial)）》，該片改編自1914年大英帝國橫越南極遠征的生存之戰，他因此獲得英國電影學院獎和艾美獎的提名[47]。
- 2005年，他在電影《溫泉（英语：Warm Springs (film)）》中美國總統富蘭克林·德拉諾·羅斯福的人物形象成為了他其中一個最受讚譽的寫照，他也因此獲得艾美獎的提名。
  - 這部電影於艾美獎獲得的16項提名中勝出了5項（包括了艾美獎傑出電視電影（英语：Primetime Emmy Award for Outstanding Television Movie））；然而班納沒有因其演出而獲獎。

班納是演出英語電視劇《維蘭德》的明星，該劇改編自賀寧·曼凱爾的暢銷犯罪小說《青年神探維蘭德》，班納飾演督察庫爾特·維蘭德，並擔任該連續劇的執行製片人。該劇的第一輯共有三集，於2008年11月及12月在BBC第一台播出。2009年，班納於第35屆廣播新聞協會電視及廣播獎中獲得最佳男主角，這是他在英國獲得的首個主要的電視獎項。2009年4月26日，他獲得了他的首個英國電視學院獎的最佳劇集。由於他在劇集《一步之遙（One Step Behind）》中的表現，使他獲提名至第61屆黃金時段艾美獎的傑出迷你劇或電影類別男演員。該角色還為他獲得2009年犯罪驚悚片獎最佳男主角的提名。2010年1月，BBC首次播映了第二輯《青年神探維蘭德》的三集，而第三季於2012年7月播映。該劇的第四季也是最後一季於2014年10月至2015年1月拍攝，並於2015年12月在德國電視台首播以德語為配音；該劇於2016年5月及6月在英國播放的時候，設有其原創英語配樂。

### 電台節目
班納曾在BBC電台廣播的《哈姆雷特》和《大鼻子情聖》中擔任主角，並在《李爾王》裡飾演埃德蒙。

### 其他

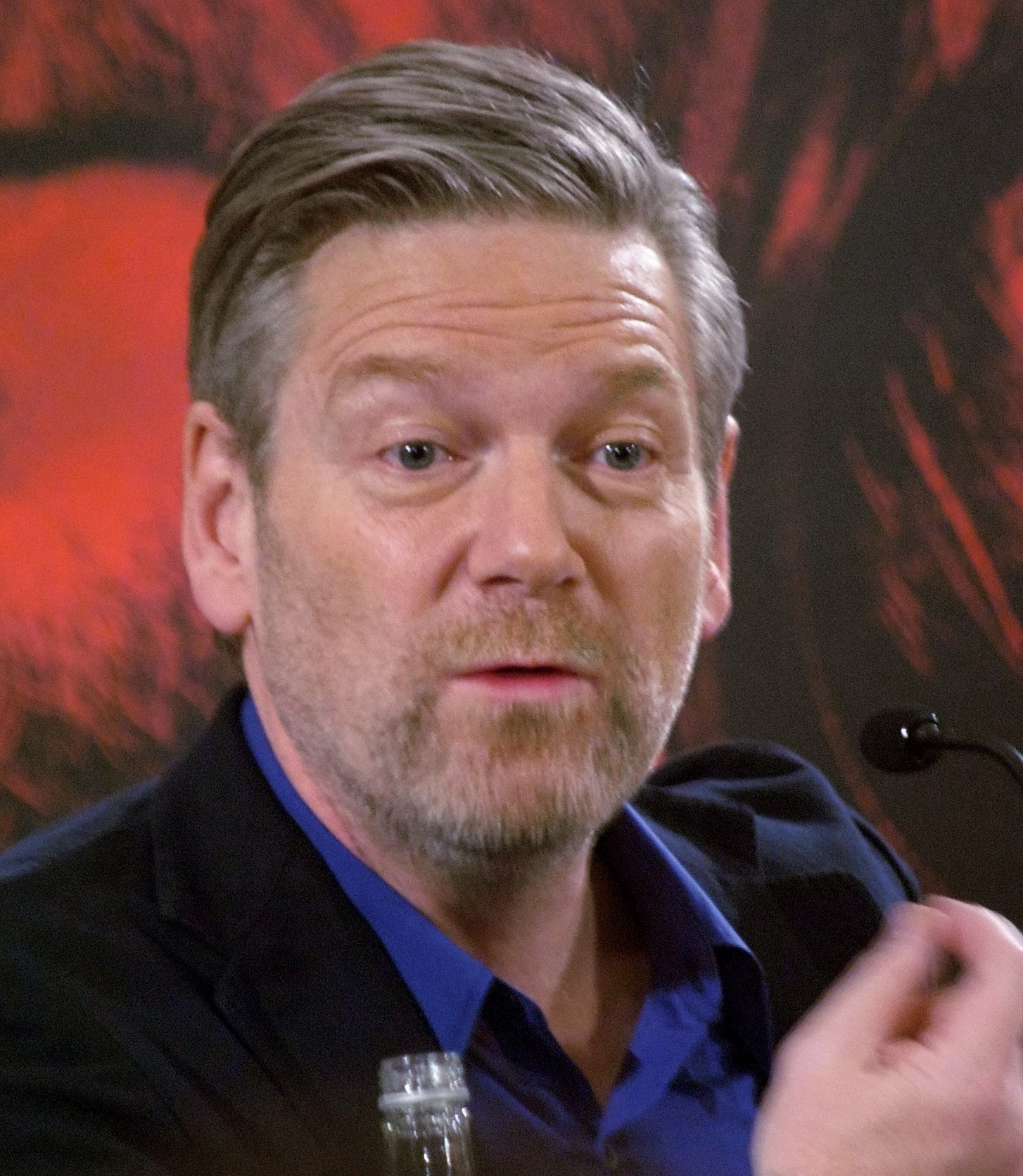
班納於2011年4月的《雷神奇俠》電影發布會。

班納曾為多部有聲讀物配音，例如C·S·路易斯的《魔法師的外甥》，以及約瑟夫·康拉德的《黑暗之心》。班納也為許多系列紀錄片配音，包括1998年的《冷戰》、1999年的《與龍同行》、2001年的《異特龍之謎》和《與獸同行》、2005年的《與巨獸同行》和《彩色的第一次世界大戰》。
班納參與了2012年夏季奧林匹克運動會開幕典禮，在第一次工業革命的環節《混亂（Pandemonium）》中飾演伊森伯·京敦·般奈，他在那裡演譯了莎士比亞的《暴風雨》裡卡利班的其中一段對話。

## 個人生活
從1989-1995年，班納跟女演員艾瑪·湯普遜結婚，兩人曾一起於劇集《戰爭財富》、《怒火中燒（Look Back in Anger）》、《亨利五世》、《無事生非》、《再續前世情》及《那一年我們有約》裡演出，後來他們倆都在《海盜電台》以及《哈利波特系列》中演出，儘管兩者都沒有共同的場景。在他們婚姻當中，班納在執導1994年電影《瑪麗雪萊之科學怪人》期間出軌跟共同主演的海倫娜·寶咸·卡達約會並開始了一段戀情。湯普遜跟他於1995年離婚後，班納跟寶咸·卡達一直處於廣為人知的關係中，直到1999年分手。2003年，班納於拍攝《意志的考驗》期間認識的該電影藝術總監林賽·布朗諾克結婚，兩人目前並未有子女。
班納曾經表示，他為了在《情迷夢露7天》中飾演的奧利弗一角作準備而在每天早上聽勞倫斯·奧利佛戲劇性地朗讀聖經後，他指自己變得「更加虔誠」。
班納是英格蘭足球隊托定咸熱刺足球會、北愛爾蘭足球隊連菲特足球會及蘇格蘭足球隊格拉斯哥流浪足球會的球迷。
班納說他認為自己是個愛爾蘭人。

## 作品列表

### 演員身份

#### 電影
| 年份 | 電影                                    | 角色                                                    | 備註                             | 參考          |
| ---- | --------------------------------------- | ------------------------------------------------------- | -------------------------------- | ------------- |
| 1981 | 烈火戰車                                | 劍橋大學學生                                            | 不記名                           |               |
| 1987 | 玫瑰夫人                                | 詹姆斯·穆恩（James Moon）                               |                                  |               |
| 1987 | 旺季                                    | 域（Rick）                                              |                                  |               |
| 1989 | 亨利五世                                | 亨利五世                                                | 導演和編劇                       |               |
| 1991 | 再續前世情                              | 米克·卓奇（Mike Church） 洛文·施特勞斯（Roman Strauss） | 導演                             |               |
| 1992 | 那一年我們有約                          | 安德鲁·班森（Andrew Benson）                            | 導演及監製                       |               |
| 1993 | 抱得有情郎                              | 班尼迪（Benedick）                                      | 導演、監製和編劇                 |               |
| 1993 | 搖擺狂潮                                | 蓋世太保克諾普先生（Herr Knopp, Gestapo）               | 不記名                           |               |
| 1994 | 瑪麗·雪萊之科學怪人                     | 維多·法蘭克斯坦博士                                     | 導演                             |               |
| 1995 | 狂殺情焰                                | 伊阿古                                                  |                                  |               |
| 1996 | 哈姆雷特                                | 哈姆雷特王子                                            | 導演和編劇                       |               |
| 1998 | 薑餅人的故事                            | 里克·馬格魯德（Rick Magruder）                          |                                  |               |
| 1998 | 振翅高飛                                | 李察（Richard）                                         |                                  |               |
| 1998 | 名人百態                                | 李·西蒙（Lee Simon）                                    |                                  |               |
| 1998 | 孽愛驚情                                | 米高·麥金農神父（Father Michael McKinnon）              |                                  |               |
| 1998 | 希瓦之舞（The Dance of Shiva）          | 伊文斯上校（Colonel Evans）                             | 短片                             | [ 66 ] [ 67 ] |
| 1999 | 外星三角戀                              | 史提芬·切斯特曼（Steven Chesterman）                    | 短片                             |               |
| 1999 | 飆風戰警                                | 阿里斯·涅夫勒斯博士（Dr. Arliss Loveless）              |                                  |               |
| 2000 | 迷失的愛                                | 博羅尼（Berowne）                                       | 導演、監製和編劇                 |               |
| 2000 | 黃金國冒險之旅                          | 米格爾（Miguel）                                        | 聲演                             |               |
| 2000 | 我家隔壁有賤狗                          | 彼得·麥高文（Peter McGowen）                            |                                  |               |
| 2000 | 假髮匠                                  | 假髮製造者（The Periwig Maker）                         | 短片                             | 短片；聲演    |
| 2001 | 施耐德第二階段（Schneider's 2nd Stage） | 約瑟夫·巴內特（Joseph Barnett）                         | 短片                             | [ 68 ]        |
| 2001 | 納粹大屠殺（Conspiracy）                | 萊因哈德·海德里希                                       | 電視電影                         |               |
| 2002 | 末路小狂花                              | A·O·內維爾                                              |                                  |               |
| 2002 | 哈利波特：消失的密室                    | 吉德羅·洛哈教授                                         |                                  |               |
| 2004 | 沙仙活地魔                              | 阿爾伯特叔叔（Uncle Albert）                            |                                  |               |
| 2005 | 溫泉                                    | 小羅斯福總統                                            |                                  |               |
| 2007 | 非常衝突                                | 電視上的人（客串）                                      | 不記名，導演和監製               |               |
| 2008 | 華爾基利暗殺行動                        | 亨寧·馮·特雷斯科少將                                    |                                  |               |
| 2009 | 出位樂人谷                              | 阿利斯泰爾·多曼迪爵士（Sir Alistair Dormandy）          |                                  |               |
| 2011 | 情迷夢露7天                             | 羅蘭士·奧利佛                                           |                                  |               |
| 2012 | 明星短路                                | 馬克·斯諾（Mark Snow）                                  | 短片，片段：《浪子（Prodigal）》 | [ 69 ] [ 70 ] |
| 2014 | 驚天諜變：魅影特攻                      | 維克多·切列文（Viktor Cherevin）                        | 導演                             |               |
| 2016 | 過氣偵探                                | 他本人                                                  |                                  |               |
| 2017 | 鄧寇克大行動                            | 指揮官波頓（Commander Bolton）                          |                                  |               |
| 2017 | 東方快車謀殺案                          | 赫爾克里·波羅                                           | 導演                             |               |
| 2018 | 復仇者聯盟3：無限之戰                   | 阿斯加德災難呼叫者（Asgardian Distress Caller）         | 聲演；不記名                     |               |
| 2018 | 莎士比亞的最後時光                      | 威廉·莎士比亞                                           | 導演                             |               |
| 2020 | TENET天能                               | 安德烈·薩托（Andrei Sator）                             |                                  |               |
| 2022 | 烈火少女                                | 肖恩·諾蘭（Shawn Nolan）                                | 配音                             | [ 71 ]        |
| 2022 | 尼羅河謀殺案                            | 赫爾克里·波洛                                           | 導演和監製                       |               |
| 2023 | 奧本海默                                | 尼爾斯·玻耳                                             |                                  |               |
| 2023 | 威尼斯魅影謀殺案                        | 赫爾克里·波羅                                           | 導演和監製                       |               |
| 2025 | 萬王之王                                | 查爾斯·狄更斯                                           | 配音                             |               |
| 2026 | 穿著Prada的惡魔2                        | 米蘭達丈夫                                              |                                  | 拍攝中        |

#### 電視作品
| 年份      | 電視作品               | 角色                                      | 備註                                            |
| --------- | ---------------------- | ----------------------------------------- | ----------------------------------------------- |
| 1982      | 明日戲劇               | 學生                                      | 集數：2016年復活節（Easter 2016）               |
| 1982      | 今日戲劇               | 比利·馬丁（Billy Martin）                 | 3集                                             |
| 1983      | 到燈塔去               | 查理斯·坦斯利（Charles Tansley）          | 電視電影                                        |
| 1989      | 梅布里（Maybury）      | 羅拔·克萊德·莫法特（Robert Clyde Moffat） | 兩集                                            |
| 1984      | 叢林中的男孩           | 積克·格蘭特（Jack Grant）                 | 迷你劇                                          |
| 1985      | 傳來（Coming Through） | 大衛·夏拔·羅倫士                          | 電視電影                                        |
| 1987      | 老娘是不會轉軚的       | 湯馬斯·門迪普（Thomas Mendip）            | 電視電影                                        |
| 1987      | 洛娜（Lorna）          | 比利（Billy）                             | 電視電影                                        |
| 1987      | 劇場之夜               | 奧斯華（Oswald）                          | 集數：幽靈                                      |
| 1987      | 戰爭財富               | 佳·普林格（Guy Pringle）                  | 7集                                             |
| 1988      | 湯遜                   | 不同角色                                  | 6集                                             |
| 1988      | 美國劇場               | 哥頓·伊文斯（Gordan Evans）               | 集數：奇怪的插曲（Strange Interlude）           |
| 1989      | 憤怒中回首             | 占美·波特（Jimmy Porter）                 | 電視電影                                        |
| 1995      | 槍手的影子             | 唐納·達沃倫（Donal Davoren）              | 集數：槍手的影子（The Shadow of a Gunman）      |
| 2001      | 納粹大屠殺             | 萊因哈德·海德里希                         | 電視電影                                        |
| 2002      | 意志的考驗             | 厄尼斯特·薛克頓                           | 電視電影                                        |
| 2005      | 溫泉                   | 富蘭克林·德拉諾·羅斯福                    | 電視電影                                        |
| 2006      | 月球車阿占             | 生態（Eco）                               | 92集                                            |
| 2008      | 開戰前10天             | 添·柯林斯                                 | 集數：我們的事情在北方（Our Business is North） |
| 2008-2016 | 維蘭德                 | 庫爾特·維蘭德                             | 12集                                            |
| 2018      | 烏鴉新貴               | 科林／陌生人（Colin / The Stranger）      | 集數：烏鴉聖誕頌歌（A Crow Christmas Carol）    |
| 2022      | 這個英格蘭             | 約翰遜                                    | 主角                                            |

#### 解說
| 年份 | 標題                                         | 備註                                     |
| ---- | -------------------------------------------- | ---------------------------------------- |
| 1995 | 銘記安妮·法蘭克                              | 紀錄片                                   |
| 1996 | 歐洲電影院：另一個荷李活                     | 6集                                      |
| 1997 | 偉大的作曲家（Great Composers）              | 7集                                      |
| 1998 | 冷戰                                         | 24集                                     |
| 1999 | 與龍同行                                     | 6集                                      |
| 2001 | 與獸同行的科學                               | 2集                                      |
| 2001 | 與恐龍共舞                                   | 2集                                      |
| 2001 | 與獸同行                                     | 6集                                      |
| 2002 | 流浪漢與獨裁者（The Tramp and the Dictator） | 紀錄片                                   |
| 2005 | 與巨獸同行：恐龍出現之前的生活               | 3集                                      |
| 2005 | 戈培爾實驗（Das Goebbels-Experiment）        | 紀錄片                                   |
| 2005 | IMAX：加拉帕戈斯群島（Galapagos）            | 紀錄短片                                 |
| 2005 | 彩色的第一次世界大戰                         | 6集                                      |
| 2006 | 美國人的經歷                                 | 集數：希特勒背後的男人                   |
| 2011 | 一首詩是...（A Poem is...）                  | 集數：山丘上的風（The Wind on the Hill） |

### 導演身份
| 年份 | 電影                  | 執導 | 編劇 | 監製 | 備註 |
| ---- | --------------------- | ---- | ---- | ---- | ---- |
| 1989 | 亨利五世              | 是   | 是   | 否   |      |
| 1991 | 再續前世情            | 是   | 否   | 否   |      |
| 1992 | 那一年我們有約        | 是   | 是   | 否   |      |
| 1992 | 天鵝之歌              | 是   | 否   | 否   | 短片 |
| 1993 | 抱得有情郎            | 是   | 是   | 是   |      |
| 1994 | 瑪麗雪萊之科學怪人    | 是   | 否   | 否   |      |
| 1995 | 在寒冷的仲冬          | 是   | 是   | 否   |      |
| 1996 | 哈姆雷特              | 是   | 是   | 否   |      |
| 2000 | 迷失的愛              | 是   | 是   | 是   |      |
| 2003 | 聆聽                  | 是   | 是   | 否   | 短片 |
| 2006 | 皆大歡喜              | 是   | 是   | 是   |      |
| 2006 | 魔笛                  | 是   | 是   | 否   |      |
| 2007 | 非常衝突              | 是   | 否   | 是   |      |
| 2011 | 雷神                  | 是   | 否   | 否   |      |
| 2014 | 驚天諜變：魅影特攻    | 是   | 否   | 否   |      |
| 2015 | 仙履奇緣              | 是   | 否   | 否   |      |
| 2017 | 東方快車謀殺案        | 是   | 否   | 是   |      |
| 2018 | 莎士比亞的最後時光    | 是   | 否   | 否   |      |
| 2020 | 阿特米斯奇幻歷險      | 是   | 否   | 是   |      |
| 2021 | 貝爾法斯特            | 是   | 是   | 是   |      |
| 2022 | 尼羅河謀殺案          | 是   | 否   | 是   |      |
| 2023 | 威尼斯謀殺案          | 是   | 否   | 是   |      |
| TBA  | 瑪德琳·海德最後的騷動 | 是   | 是   | 否   |      |

## 獎項及提名
班納曾獲得八項奧斯卡獎的提名，他並且成為首個在七個不同類別中獲得提名的個人單位。他的首兩項提名是《亨利五世》（導演及演出獎各一項）。他的電影作品也獲得了類似的英國電影學院獎提名，他的執導獲得一個獎項。他的首個英國電影學院獎於2009年4月頒發，他憑《維蘭德》獲得「最佳劇集」。班納憑著1992年的電影短片《天鵝之歌》和1996年的創作的《哈姆雷特》劇本而獲得另外兩項奧斯卡獎的提名。2012年，他憑《情迷夢露7天》裡所飾演的羅蘭士·奧利佛而獲得第五次的提名。緊隨其後的是2022年《貝爾法斯特》的三項提名—他首次獲得原創劇本和最佳電影的提名，並獲得原創劇本獎。因此，他成為了首個於奧斯卡金像獎的七個不同類別中獲得提名的人，超越了華特·迪士尼、佐治·古尼及艾方索·柯朗，他們每個都獲得了六項提名（最近一次與班納持平）。
班納是北愛爾蘭自願行動委員會（NICVA）的名譽會長，1990年，他獲得貝爾法斯特女皇大學頒獎的文學博士學位。他還是慈善機構「Over The Wall」的贊助人。2000年，班納是獲得金羽毛筆獎的最年輕演員。2001年，他獲伯明翰大學莎士比亞學院頒獎的榮譽文學博士學位；莎士比亞學院圖書館保存著他的文藝復興劇團與文藝復興電影公司的檔案。
2009年7月10日，班納於羅馬小說節（RomaFictionFest）上獲得終身成就獎。
在2012年壽辰榮譽中，班納獲任命為爵士勳銜，以表彰他對戲劇與北愛爾蘭社區的貢獻。他在2012年11月9日於白金漢宮接受榮譽；班納於後來告訴BBC記者，他對於獲冊封為爵士感到「謙卑、興高采烈和難以置信的幸運」。
2015年10月，有關方面宣布班納將接替已故的李察·艾登堡成為皇家戲劇藝術學院（RADA）的新任校長。作為RADA校長及當代英國文化中最著名的演員和電影製作人之一，班納出現於德倍禮的2017年英國最具影響力人物名單上。
2017年10月，有關方面宣布班納將獲授予貝爾法斯特自由人的榮譽。該榮譽在2018年1月30日在貝爾法斯特市長、議員勞雅拉·麥卡利斯特於貝爾法斯特阿爾斯特大廳舉行的儀式上正式授予他。
2022年4月22日，班納獲授予雅芳河畔史特拉福的城市自由人的榮譽。
| 年份 | 電影               | 奧斯卡金像獎 | 奧斯卡金像獎 | 英國電影學院獎 | 英國電影學院獎 | 金球獎 | 金球獎 |
| 年份 | 電影               | 提名         | 勝出         | 提名           | 勝出           | 提名   | 勝出   |
| ---- | ------------------ | ------------ | ------------ | -------------- | -------------- | ------ | ------ |
| 1989 | 亨利五世           | 3            | 1            | 6              | 1              | -      | -      |
| 1991 | 再續前世情         | -            | -            | 1              | -              | 1      | -      |
| 1993 | 抱得有情郎         | -            | -            | 1              | -              | 1      | -      |
| 1994 | 瑪麗雪萊之科學怪人 | 1            | -            | 1              | -              | -      | -      |
| 1996 | 哈姆雷特           | 4            | -            | 2              | -              | -      | -      |
| 2006 | 皆大歡喜           | -            | -            | -              | -              | 1      | -      |
| 2015 | 仙履奇緣           | 1            | -            | 1              | -              | -      | -      |
| 2021 | 貝爾法斯特         | 7            | 1            | 6              | 1              | 7      | 1      |
| 總數 | 總數               | 16           | 2            | 18             | 2              | 10     | 1      |

## 外部連結
- 簡尼夫·班納在互联网电影资料库（IMDb）上的資料（英文）
- 簡尼夫·班納在豆瓣上的资料（简体中文）

| 前任： 路易·馬盧 《再見了，孩子們》 | 英國電影學院獎最佳導演 1989 | 繼任： 馬丁·史柯西斯 《四海好傢伙》 |